# Gadis Arivia
Gadis Arivia (Nova Delhi, 8 de setembre de 1964) és una filòsofa feminista, professora, acadèmica i activista indonèsia. El 1996, mentre ensenyava feminisme i filosofia a la Universitat d'Indonèsia, Arivia va fundar Jurnal Perempuan (Revista de les dones), la primera revista feminista d'Indonèsia. El 1998 va ser arrestada pel govern de Suharto per protestar per l'augment dels preus de la llet.

## Biografia
Arivia va néixer a Nova Delhi (Índia), el 8 de setembre de 1964. Filla d'un diplomàtic indonesi, va passar la major part de la seva infància a l'estranger; A més de viure a l'Índia, també va passar un temps a Etiòpia i Hongria, on va estudiar a la British Embassy School (Escola de l'Ambaixada Britànica) de Budapest. Després d'un temps estudiant a Indonèsia, va acabar els seus estudis secundaris a McLean High School de McLean, Virgínia, mentre que el seu pare estava a Washington DC.
Després d'acabar els seus estudis secundaris, Arivia es va inscriure a un programa de diplomatura de la Universitat d'Indonèsia i després va obtenir el títol de filosofia a la mateixa universitat. Al finalitzar els estudis de batxillerat, Arivia es va interessar pel feminisme. Va llegir diversos treballs sobre el tema, incloent-hi els escrits del seu professor, Toeti Heraty, així com All the Women Are White, All the Blacks Are Men, But Some of Us Are Brave: Black Women's Studies (Totes les dones són blanques, tots els negres són homes, però algunes de nosaltres som valentes:estudis de les dones negres, 1982) de Barbara Smith. Va començar a ensenyar a la Universitat de Indonèsia el 1991 i va ser responsable del curs inaugural de «Paradigmes feministes» abans de matricular-se a l'Escola d'Estudis Superiors en Ciències Socials de París el 1992. Arivia va rebre el seu DEA en psicologia social dos anys més tard.

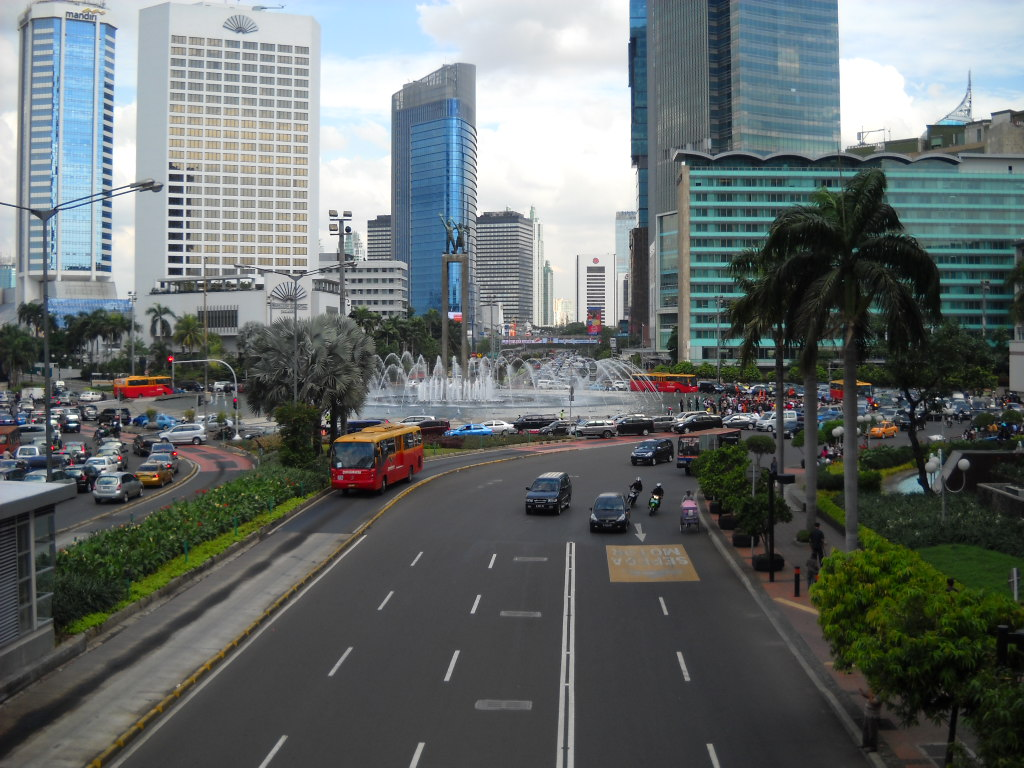
Rotonda de l'Hotel Indonesia, Jakarta

Quan va tornar a Indonèsia, Arivia va reprendre l'ensenyament. Es va adonar de la dificultat de trobar material feminista a Indonèsia i, amb l'esperança de promoure els esforços de democratització i protegir els drets de les minories, va començar a treballar, amb el suport d'Ida Dhanny, Asikin Arif i Toeti Heraty per establir la primera revista feminista del país. Va fundar la Yayasan Jurnal Perempuan (Fundació de la Revista de les dones) el 1995, i l'any següent va començar a publicar la revista Jurnal Perempuan (Revista de les dones); Krishna Sen, de la Universitat d'Austràlia Occidental la descriu com «la primera revista de teoria feminista de Indonèsia». La revista tenia fons limitats per a la seva publicació i posterior treball social, i en els vuit anys en què Arivia va ser directora de la revista, no va rebre cap salari. Arivia es manté a la junta directiva de la revista.
Durant la crisi financera del sud-est asiàtic de 1997, Arivia (reconeguda com una de les principals erudites feministes de Jakarta), va protestar per l'augment del preu de la llet. El 23 de febrer de 1998, es va unir a unes vint altres dones a la rotonda de l'Hotel Indonesia per protestar contra els preus elevats en una protesta organitzada pel Jurnal Perempuan i amb el suport de Suara Ibu Peduli (Veu de les mares solidàries), una organització coordinada per Arivia. Les manifestants van pregar, van cantar, van distribuir flors i van llegir una declaració que demanava una major participació de les dones en la resolució de la crisi. Arivia va ser arrestada amb altres dues dones, la filòsofa i astrònoma Karlina Leksono Supelli i l'activista Wilasih Noviana. Després de rebre un ampli suport públic, les tres dones van ser alliberades.
El 2002, Arivia va completar els seus estudis de doctorat al departament de filosofia de la Universitat de Indonèsia. La seva tesi doctoral, Dekonstruksi Filsafat Barat, Menuju Filsafat Berperspektif Feminis (Deconstruir la filosofia occidental, cap a una perspectiva feminista de la filosofia), es va publicar l'any següent com Filsafat Berperspèctivos Feminis (Perspectiva feminista de la filosofia).
El 2009, Arivia va publicar una col·lecció de poesies titulada Yang Sakral dan yang Sekuler (El sagrat i el profà). Aquesta col·lecció, publicada un any després de l'adopció del controvertit Rancangan Undang-Undang Anti Pornografi dan Pornoaksi (Projecte de llei contra la pornografia i els actes pornogràfics), ha estat llegida com a condemna del poder continuat de l'Estat indonesi sobre els cossos de les dones i la seva sexualitat.
Arivia imparteix filosofia contemporània i teoria feminista a la Facultat de Coneixement i Cultura de la Universitat de Indonèsia. Està casada amb Richard Pollard, amb qui té dos fills.

## Selecció d'obres
- Arivia, Gadis. Filsafat Berperspektif Feminis [Perspectiva feminista de la filosofia] (en indonesi).  Jakarta: Jurnal Perempuan Foundation, 2003. ISBN 9789793520001.
- Arivia, Gadis. Menggalang Perubahan: Perlunya Perspektif Gender dalam Otonomi Daerah [Impulsant el canvi: la necessitat de perspectives de gènere en l'autonomia regional] (en indonesi).  Jakarta: Jurnal Perempuan Foundation, 2003. ISBN 9789793520001.
- Arivia, Gadis. Feminisme: Sebuah Kata Hati [Feminisme: una paraula des del cor] (en indonesi).  Jakarta: Kompas, 2006. ISBN 9789797092443.
- Adian, Donny Gahral; Gadis, Arivia. Relations between Religions and Cultures in Southeast Asia [Relacions entre religions i cultures al sud-est asiàtic].  Washington, D.C.: Council for Research in Values and Philosophy, 2009. ISBN 9789797092443.